# 埃格爾省

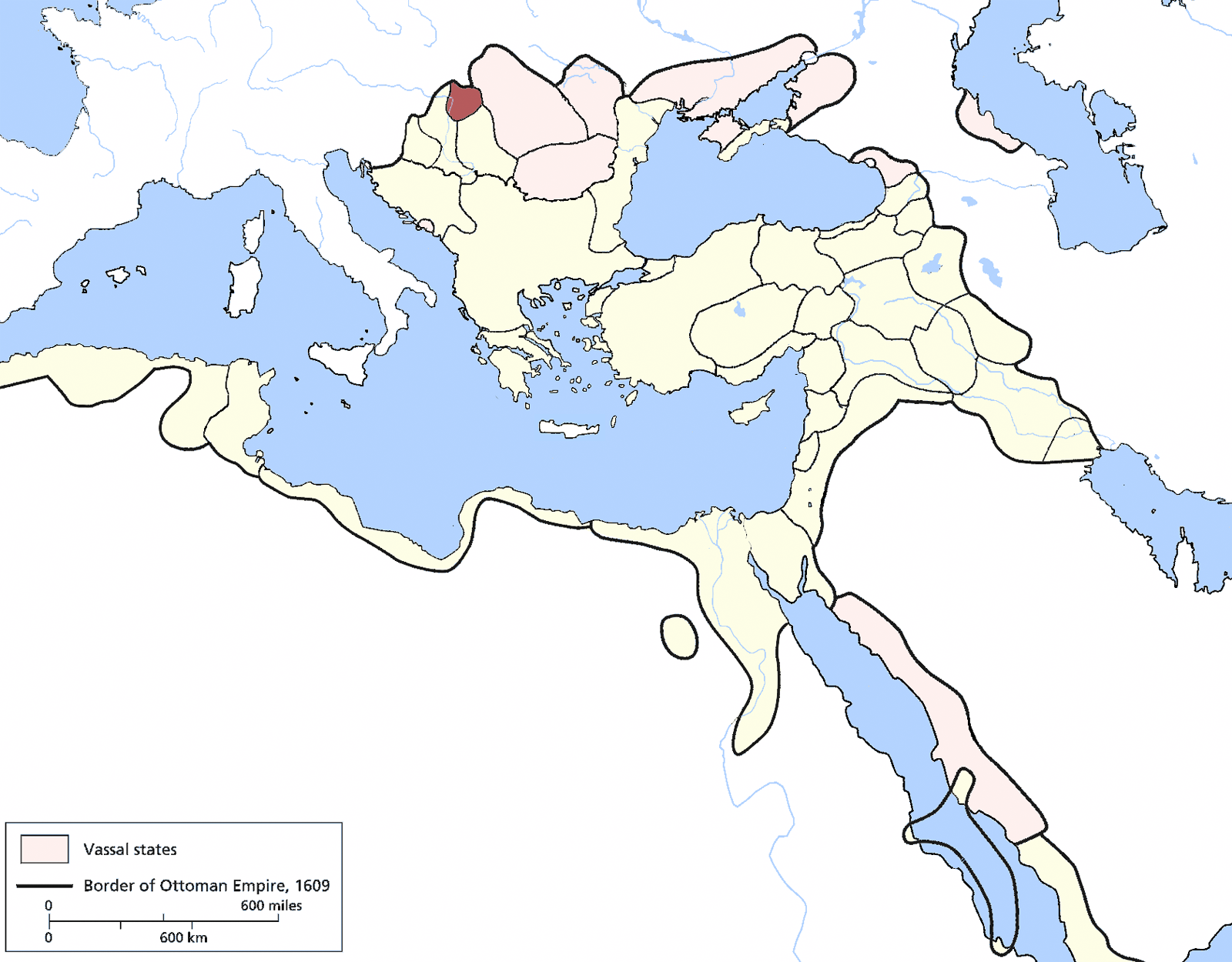
埃格爾省

埃格爾省，是奧斯曼帝國在屬國匈牙利南部設置的省分，由1596年存在至1687年，省會埃格爾。該省領土包括匈牙利，斯洛伐克和塞爾維亞。
該省居民多是斯洛伐克人、馬札兒人（多生活在北部）、塞爾維亞人（生活在南方）、穆斯林、其他民族包括猶太人和吉卜賽人。
該省分為8個分區。